# Davide Frattesi
Davide Frattesi (sinh ngày 22 tháng 9 năm 1999) là một cầu thủ bóng đá chuyên nghiệp người Ý hiện đang thi đấu ở vị trí tiền vệ cho câu lạc bộ Serie A Inter Milan và đội tuyển bóng đá quốc gia Ý.

## Sự nghiệp câu lạc bộ

### Sassuolo
Vào ngày 20 tháng 12 năm 2017, Frattesi có trận ra mắt chuyên nghiệp trong trận thua 2–1 trên sân khách trước câu lạc bộ Serie A Atalanta tại vòng 16 Coppa Italia và anh bị thay người bởi Matteo Politano ở phút thứ 74. Trong mùa giải đó, anh cũng nhiều lần ra sân từ băng ghế dự bị cho đội một của Sassuolo nhưng anh không xuất hiện trong đội hình xuất phát.

#### Cho mượn tại Ascoli
Vào ngày 16 tháng 8 năm 2018, Frattesi gia nhập câu lạc bộ Ascoli tại Serie B theo dạng cho mượn đến ngày 30 tháng 6 năm 2019. Mười ngày sau, vào ngày 26 tháng 8, anh có trận ra mắt tại Serie B cho Ascoli khi vào sân thay Tomasz Kupisz ở phút thứ 57 trong trận hòa 1–1 trên sân nhà trước Cosenza. Một tuần sau, vào ngày 2 tháng 9, Frattesi chơi trận đầu tiên với tư cách là cầu thủ đá chính trong trận thất bại 0–2 trước Perugia. Anh bị thay ra ở phút thứ 61 bởi Enrico Baldini. Vào ngày 15 tháng 9, anh chơi trận đầu tiên trọn vẹn cho Ascoli trong chiến thắng 1–0 trên sân nhà trước Lecce. Frattesi kết thúc mùa giải cho mượn tại Ascoli với 33 lần ra sân, trong đó có 26 lần đá chính và lập 2 pha kiến tạo.

#### Cho mượn tại Empoli
Vào ngày 15 tháng 7 năm 2019, Frattesi được câu lạc bộ Empoli tại Serie B ký hợp đồng theo dạng cho mượn kéo dài một mùa giải. Vào ngày 11 tháng 8, anh ra mắt cho câu lạc bộ với tư cách là cầu thủ dự bị thay cho Filippo Bandinelli ở phút thứ 46 trong chiến thắng 2–1 trên sân nhà trước Reggina ở vòng thứ hai Coppa Italia. Vào ngày 25 tháng 8, anh có trận ra mắt giải đấu cho Empoli với tư cách là người thay thế Karim Laribi ở phút thứ 72 trong chiến thắng 2–1 trên sân nhà trước Juve Stabia. Vào ngày 21 tháng 9, anh chơi trận đầu tiên với tư cách là cầu thủ đá chính cho câu lạc bộ trong chiến thắng 1–0 trên sân nhà trước Cittadella. Ba ngày sau đó, anh ghi bàn thắng chuyên nghiệp đầu tiên của mình trong chiến thắng 3–2 trên sân khách trước Pisa. Frattesi kết thúc mùa giải cho mượn tại Empoli với 41 lần ra sân, 5 bàn thắng và 4 đường kiến tạo.

#### Cho mượn tại Monza
Vào ngày 16 tháng 9 năm 2020, Frattesi gia nhập đội bóng mới lên hạng Serie B Monza với bản hợp đồng cho mượn một năm. Vào ngày 25 tháng 9, anh có trận ra mắt giải đấu cho câu lạc bộ với tư cách là cầu thủ dự bị thay cho Marco Armellino trong 17 phút cuối của trận hòa 0–0 trên sân nhà trước SPAL. Vào ngày 20 tháng 10, anh chơi trận đầu tiên với tư cách là cầu thủ đá chính cho câu lạc bộ và ghi bàn thắng đầu tiên cho Monza ở phút thứ 46 trong trận hòa 1–1 trên sân khách trước Pisa. Bốn ngày sau, vào ngày 24 tháng 10, Frattesi chơi trọn vẹn lần đầu tiên trong thất bại 1–2 trên sân nhà trước Chievo.
Vào ngày 1 tháng 5 năm 2021, Frattesi ghi bàn thắng thứ tám cho Monza vào lưới Salernitana sau thắng cược cá nhân mà anh đã thực hiện với huấn luyện viên Cristian Brocchi. Frattesi được đề cử vào Đội hình xuất sắc nhất mùa giải Serie B và kết thúc mùa giải với 8 bàn thắng và 2 đường kiến tạo.

#### Cho mượn tại Inter Milan

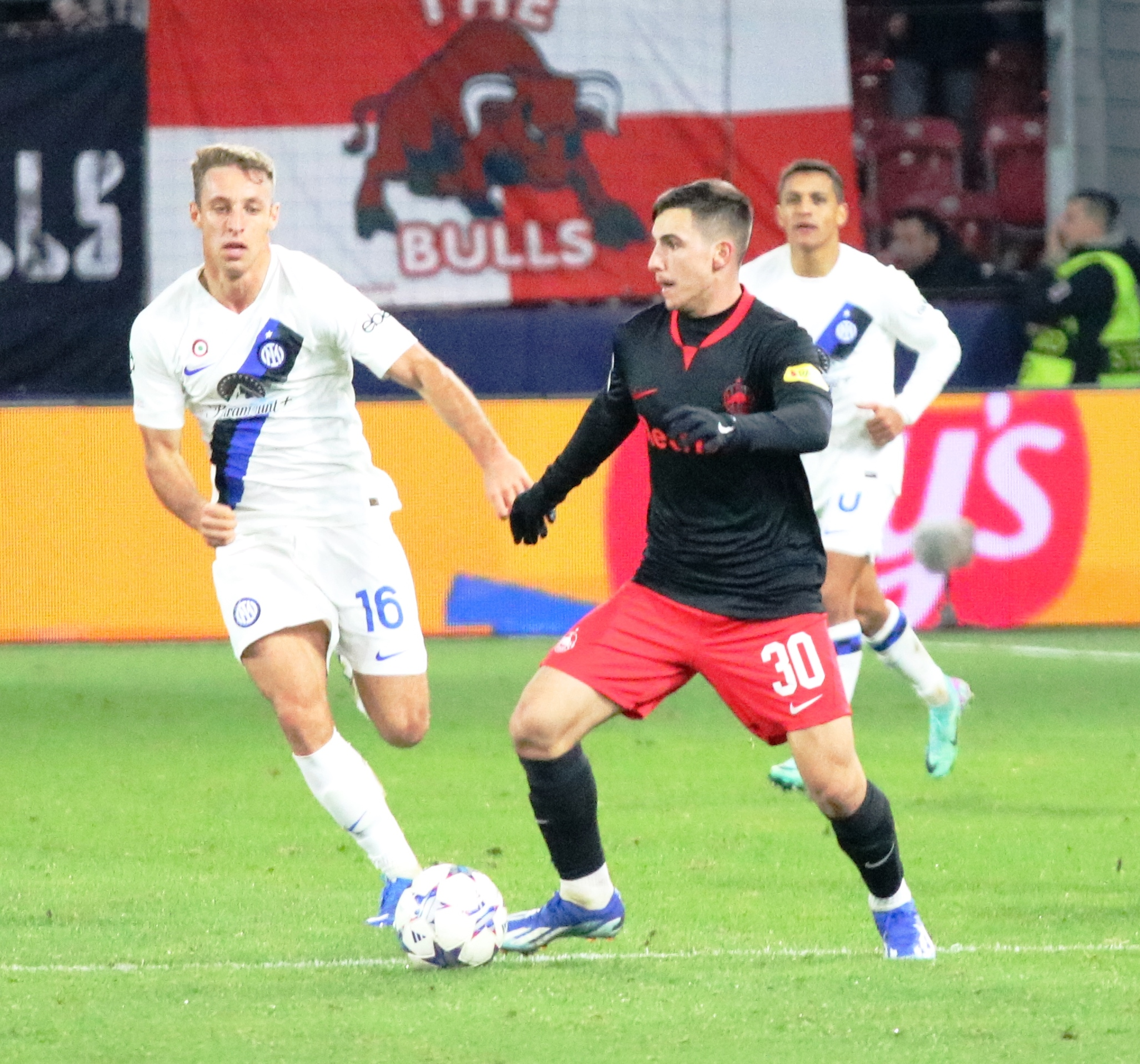
Frattesi (bên trái) trong màu áo Inter Milan năm 2023

Vào ngày 7 tháng 7 năm 2023, Frattesi gia nhập Inter Milan theo dạng cho mượn kéo dài một mùa giải kèm theo điều khoản mua đứt. Vào ngày 16 tháng 9 năm 2023, Frattesi ghi bàn thắng đầu tiên cho Inter Milan trong chiến thắng 5–1 trước AC Milan trong trận Derby della Madonnina tại San Siro. Vào ngày 19 tháng 1 năm 2024, Frattesti ghi bàn trong chiến thắng 3–0 trước Lazio ở bán kết Supercoppa Italiana 2023. Frattesi cùng Inter giành chức vô địch Supercoppa Italiana khi đánh bại Napoli với tỷ số 1–0 trong trận chung kết vào ngày 22 tháng 1 khi vào sân thay người ở hiệp hai. Vào ngày 8 tháng 4, anh ghi bàn thắng quyết định ở phút bù giờ giúp Inter giành chiến thắng 2–1 trước Udinese tại Serie A. Inter kết thúc mùa giải 2023–24 với tư cách là nhà vô địch Serie A sau khi đánh bại đối thủ cùng thành phố Milan với tỷ số 2–1 vào ngày 22 tháng 4. Trận đấu đó lên đến đỉnh điểm vì một cuộc ẩu đả, trong đó hậu vệ Davide Calabria của Milan bị đuổi khỏi sân vì đánh Frattesi.

## Sự nghiệp quốc tế

### Đội tuyển quốc gia
Frattesi được huấn luyện viên Roberto Mancini đưa vào đội tuyển quốc gia Ý tham dự trận chung kết Finalissima 2022 gặp Argentina vào ngày 1 tháng 6 năm 2022 và tham dự các trận đấu vòng bảng UEFA Nations League 2022–23 gặp Đức, Hungary, Anh từ ngày 4 đến ngày 14 tháng 6 năm 2022. Anh ra mắt đội tuyển quốc gia trong trận hòa 1–1 với Đức trên sân nhà tại Nations League.
Vào ngày 18 tháng 6 năm 2023, Frattesi ghi bàn thắng quốc tế đầu tiên trong chiến thắng 3–2 của Ý trong trận tranh hạng ba tại Vòng chung kết UEFA Nations League 2023 trước Hà Lan.
Vào ngày 13 tháng 9, anh ghi cả hai bàn thắng trong chiến thắng 2–1 trên sân nhà trước Ukraina và giúp Ý giành quyền tham dự Euro 2024.
Vào tháng 6 năm 2024, Frattesi được huấn luyện viên Luciano Spalletti đưa vào đội tuyển Ý tham dự UEFA Euro 2024. Vào ngày 9 tháng 6, anh ghi bàn thắng duy nhất trong trận giao hữu thắng Bosna và Hercegovina tại Sân vận động Carlo Castellani, trận đấu khởi động cuối cùng của Ý trước giải đấu, khi vào sân thay cho cầu thủ tân binh Michael Folorunsho trong hiệp hai.

## Thống kê sự nghiệp

### Câu lạc bộ
Tính đến 30 tháng 8 năm 2024
| Câu lạc bộ          | Mùa giải            | Giải vô địch        | Giải vô địch | Giải vô địch | Cúp quốc gia | Cúp quốc gia | Châu lục | Châu lục | Khác | Khác | Tổng cộng | Tổng cộng |
| Câu lạc bộ          | Mùa giải            | Hạng đấu            | Trận         | Bàn          | Trận         | Bàn          | Trận     | Bàn      | Trận | Bàn  | Trận      | Bàn       |
| ------------------- | ------------------- | ------------------- | ------------ | ------------ | ------------ | ------------ | -------- | -------- | ---- | ---- | --------- | --------- |
| Sassuolo            | 2017–18             | Serie A             | 0            | 0            | 1            | 0            | —        | —        | —    | —    | 1         | 0         |
| Sassuolo            | 2021–22             | Serie A             | 36           | 4            | 2            | 0            | —        | —        | —    | —    | 38        | 4         |
| Sassuolo            | 2022–23             | Serie A             | 36           | 7            | 1            | 0            | —        | —        | —    | —    | 37        | 7         |
| Sassuolo            | Tổng cộng           | Tổng cộng           | 72           | 11           | 4            | 0            | 0        | 0        | 0    | 0    | 76        | 11        |
| Ascoli (mượn)       | 2018–19             | Serie B             | 33           | 0            | 0            | 0            | —        | —        | —    | —    | 33        | 0         |
| Empoli (mượn)       | 2019–20             | Serie B             | 37           | 5            | 3            | 0            | —        | —        | 1    | 0    | 41        | 5         |
| Monza (mượn)        | 2020–21             | Serie B             | 37           | 8            | 2            | 0            | —        | —        | 2    | 0    | 41        | 8         |
| Inter Milan (mượn)  | 2023–24             | Serie A             | 32           | 6            | 1            | 0            | 7        | 1        | 2    | 1    | 42        | 8         |
| Inter Milan         | 2024–25             | Serie A             | 3            | 0            | 0            | 0            | 0        | 0        | 0    | 0    | 3         | 0         |
| Tổng cộng sự nghiệp | Tổng cộng sự nghiệp | Tổng cộng sự nghiệp | 213          | 30           | 10           | 0            | 7        | 1        | 5    | 1    | 235       | 32        |

1. ↑  Bao gồm Coppa Italia
2. 1 2  Ra sân Play-off thăng hạng và xuống hạng Serie B
3. 1 2  Ra sân tại UEFA Champions League
4. ↑  Ra sân tại Supercoppa Italiana
5. ↑  Ra sân tại Supercoppa Italiana

### Quốc tế
Tính đến 6 tháng 9 năm 2024
| Đội tuyển quốc gia | Năm       | Trận | Bàn |
| ------------------ | --------- | ---- | --- |
| Ý                  | 2022      | 4    | 0   |
| Ý                  | 2023      | 7    | 4   |
| Ý                  | 2024      | 9    | 2   |
| Tổng cộng          | Tổng cộng | 20   | 6   |

Tỷ số và kết quả liệt kê bàn thắng của Ý được để trước, cột tỷ số cho biết tỷ số sau mỗi bàn thắng của Frattesi.
| # | Ngày                 | Địa điểm                                         | Trận | Đối thủ              | Bàn thắng | Kết quả | Giải đấu                                 |
| - | -------------------- | ------------------------------------------------ | ---- | -------------------- | --------- | ------- | ---------------------------------------- |
| 1 | 18 tháng 6 năm 2023  | De Grolsch Veste, Enschede, Hà Lan               | 6    | Hà Lan               | 2–0       | 3–2     | Vòng chung kết UEFA Nations League 2023  |
| 2 | 12 tháng 9 năm 2023  | San Siro, Milan, Ý                               | 7    | Ukraina              | 1–0       | 2–1     | Vòng loại UEFA Euro 2024 (Bảng C)        |
| 3 | 12 tháng 9 năm 2023  | San Siro, Milan, Ý                               | 7    | Ukraina              | 2–0       | 2–1     | Vòng loại UEFA Euro 2024 (Bảng C)        |
| 4 | 14 tháng 10 năm 2023 | Sân vận động San Nicola, Bari, Ý                 | 8    | Malta                | 4–0       | 4–0     | Vòng loại UEFA Euro 2024 (Bảng C)        |
| 5 | 9 tháng 6 năm 2024   | Sân vận động Carlo Castellani, Empoli, Ý         | 15   | Bosna và Hercegovina | 1–0       | 1–0     | Giao hữu                                 |
| 6 | 6 tháng 9 năm 2024   | Sân vận động Công viên các Hoàng tử, Paris, Pháp | 20   | Pháp                 | 2–1       | 3–1     | UEFA Nations League 2024–25 (hạng đấu A) |

## Danh hiệu

### Câu lạc bộ
Roma Primavera
- Campionato Nazionale Primavera: 2016–17
- Supercoppa Primavera: 2017

Inter Milan
- Serie A: 2023–24[22]
- Supercoppa Italiana: 2023[23]

### Đội tuyển quốc gia
U-19 Ý
- Á quân Giải vô địch bóng đá U-19 châu Âu: 2018[24]

### Cá nhân
- Đội hình xuất sắc nhất Serie B: 2020–21
- Premio Bulgarelli Number 8: 2023